# Domingo Badía e Leblich
Domingo Badia y Leblich (Ali Bey al-Abbasi) (Barcelona, 1766 — Síria, 1818) foi um orientalista e político espanhol.
Formou-se em matemática, geografia, astronomia, física, biologia, história e música. Em 1797, foi a Madrid por encargo do governo espanhol e, mascarado como árabe, passou pelo Marrocos numa viagem que durou dois anos (1803-1805). Em 1807 foi o primeiro europeu a visitar Meca, cidade santa para os islâmicos. Passando por Jerusalém e a Síria, viajou para Istambul, retornando para a Espanha pela Grécia e a Áustria. Em Bayonne, no ano de 1808, juntou-se ao rei José Bonaparte e se tornou diretor de Segovia, Cordova e finalmente de Valência.
Mais tarde, depois de derrotar os franceses, escapou para Paris e em 1814 publicou suas reportagens ali. Em 1818, quando viajava de novo para Meca e para Índia, faleceu quando passava pela Síria.